# Willy Leonhardt (Instrumentenbauer)
Georg Willy Leonhardt (* 25. Juni 1880 in Arnsgrün, Königreich Sachsen; † 7. Oktober 1954 in Erfurt) war ein deutscher Musikinstrumentenbauer, der sich auf Metallblasinstrumente spezialisierte.

## Leben und Wirken
Willy Leonhardt wurde am 25. Juni 1880 in Arnsgrün geboren, einem damals eigenständigen Dorf im sächsischen Vogtland, das heute ein Ortsteil der Stadt Adorf ist.
Leonhardt erlernte den Beruf des Metallblasinstrumentenmachers im nahegelegenen Markneukirchen. Am 14. März 1899 kam er nach Erfurt, um wie damals üblich die ersten Gesellenjahre auf Wanderschaft bei anderen Herstellern zu verbringen. Es wird angenommen, dass er in dieser Zeit bei der Firma Eduard Kruspe tätig war.

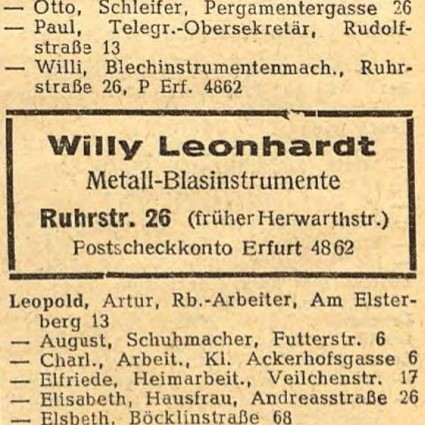
Werbeanzeige im Erfurter Adressbuch 1948

Am 13. August 1902 setzte er seine Reise über München fort, wo er möglicherweise bei Anton Schöpf sen. arbeitete, und gelangte schließlich nach Sankt Petersburg, vermutlich zur Firma Julius Heinrich Zimmermann.
Am 21. September 1905 kehrte Leonhardt nach Erfurt zurück. Im folgenden Jahr heiratete er die in Büßleben geborene Minna Herzog und machte sich als Instrumentenmacher selbstständig. In den Erfurter Adressbüchern ist er bis zum Jahr 1950 verzeichnet. Seine Werkstatt für Metallblasinstrumente befand sich zuletzt an der Geschäftsadresse Ruhrstr. 26 (früher Herwarthstraße).
Aus Leonhardts Werkstatt stammen mehrere bedeutende Instrumente, darunter ein Drehventil-Kornett mit Dreiecksanordnung der Maschine, eine Konzerttrompete mit einem sehr dünnen Vollsilbertrichter sowie eine Posaune, die sehr fein und leicht gearbeitet ist und ebenfalls einen dünnen Trichter aufweist.
Willy Leonhardt starb am 7. Oktober 1954 im Alter von 74 Jahren in Erfurt.